# Lolium temulentum
Pour les articles homonymes, voir Ivraie (homonymie).
Espèce
Classification phylogénétique
Lolium temulentum (l'ivraie enivrante ou ivraie annuelle) est une espèce de plantes monocotylédones  de la famille des Poaceae. 
Il s'agit d'une plante herbacée annuelle, qui est une mauvaise herbe présente principalement dans les champs de céréales (plante messicole).
C'est probablement l'ivraie citée dans le Nouveau Testament (Parabole du bon grain et de l'ivraie, dans l'Évangile selon saint Matthieu, ch. 13. À noter que dans le texte en grec, le terme employé est zizanion, qui a donné « zizanie » en français).
Noms vernaculairesivraie enivrante, ray-grass enivrant, ivraie annuelle, herbe d’ivrogne, herbe à couteau, zizanie, darnette.
L'épithète spécifique « temulentum » est un terme latin qui signifie « ivre ».

## Histoire
Jadis, Lolium temulentum, était considérée comme une plante magique hypocrite, associée à la magie[réf. nécessaire].
Cette graminée a joué à l'occasion un rôle de poison. Absorbée accidentellement dans le pain, elle faisait tituber le sujet qui se comportait comme un homme ivre et pouvait dans certains cas graves provoquer la mort.

## Description

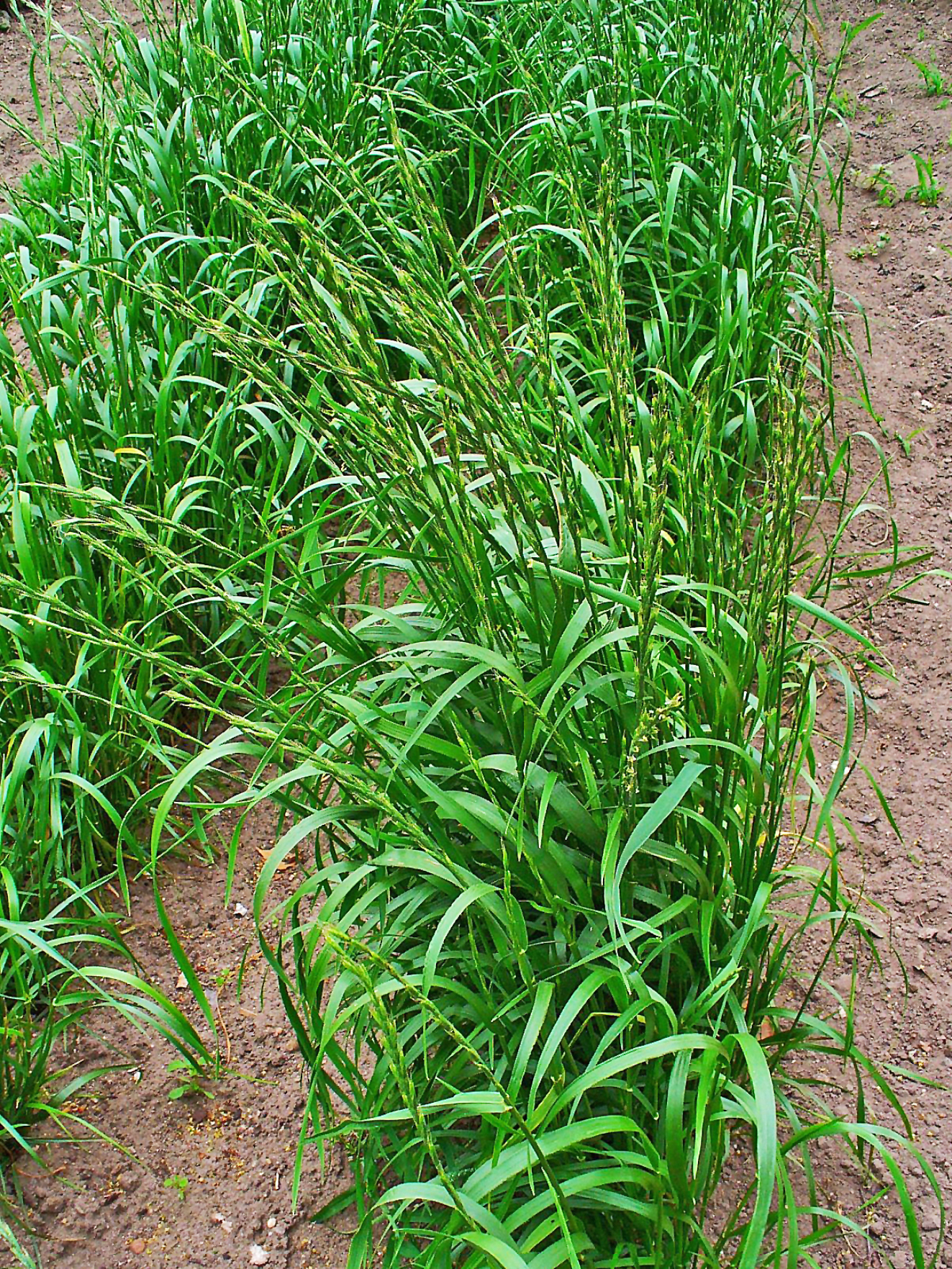
Habitus

L'ivraie enivrante est une plante annuelle à tiges dressées de 60 cm à 1 m de haut[réf. nécessaire] formant de grosses touffes, dont l'aspect général est très voisin de celui du ray-grass d'Italie.
Elle se distingue des ray-grass d'Italie et anglais par ses épillets qui sont distants et complètement protégés par une glume scarieuse sur les bords.
Chaque épillet est composé de 4 à 10 fleurs avec une glumelle inférieure échancrée au sommet et le plus souvent munie d'une arête. La semence est constituée du caryopse, des glumelles et du pédicelle. Nu, le caryopse ressemble à un grain de seigle mal venu
.
Contrairement au ray-grass d'Italie et anglais qui sont allogames, l'ivraie enivrante est autogame.

## Distribution
Cette espèce est originaire des régions tempérées et chaudes de l'ancien monde.
C'est une plante messicole, qui s'est répandue dans toute l'Europe avec la culture du blé car elle suit un cycle biologique très proche et mûrit en même temps, et ses graines ont une taille proche de celle du grain de blé. Cette espèce accompagnait traditionnellement le bleuet et la nielle, et comme elles, a très fortement régressé avec l'extension de l'agriculture moderne. Celle-ci dispose en effet de moyens efficaces pour éliminer ce type d'adventices grâce à la mécanisation (meilleur tri des semences), la fertilisation qui modifie les conditions de milieu, et l'emploi d'herbicides.

## Propriétés
L'ivraie enivrante est une plante toxique à cause de ses grains souvent porteurs d’un champignon endophyte, Neotyphodium coenophialum, et contenant de ce fait des alcaloïdes, notamment la témuline ou norloline, aux propriétés narcotiques.
Des empoisonnements se produisaient autrefois chez l'homme quand la farine de blé était contaminée par des graines d'ivraie, mais cela a disparu de nos jours avec la mécanisation de l'agriculture. Les animaux de pâture peuvent également être empoisonnés par cette plante. Autrefois des vendeurs de chevaux indélicats nourrissaient leurs chevaux trop agités avec de l'ivraie enivrante pour leur donner une apparence trompeuse, douce et docile.
De nos jours, dans de nombreux pays, une limite maximale autorisée est fixée pour la quantité de graines de Lolium temulentum qui peuvent contaminer des matières premières alimentaires, tant pour les humains que pour l'alimentation animale. Par exemple, elles entrent avec Lolium remotum Schrank et Datura stramonium L. dans la catégorie des "graines de mauvaises herbes contenant des alcaloïdes, des glucosides ou d´autres substances toxiques" limitées par la loi luxembourgeoise à 1g/kg (à 12% d'humidité) dans tous les aliments pour animaux.

## Liste des sous-espèces et variétés
Selon Tropicos (11 juillet 2016) (Attention liste brute contenant possiblement des synonymes) :
- sous-espèce Lolium temulentum subsp. arvense (With.) Tzvelev
- sous-espèce Lolium temulentum subsp. cuneatum (Nevski) Tzvelev
- sous-espèce Lolium temulentum subsp. gracile Dumort.
- sous-espèce Lolium temulentum subsp. remotum (Schrank) Á. Löve & D. Löve
- sous-espèce Lolium temulentum subsp. speciosum (Steven ex M. Bieb.) Arcang.
- sous-espèce Lolium temulentum subsp. temulentum
- variété Lolium temulentum var. arvense (With.) Lilj.
- variété Lolium temulentum var. gracile Regel
- variété Lolium temulentum var. leptochaeton A. Braun
- variété Lolium temulentum var. macrochaeton A. Braun
- variété Lolium temulentum var. multiflorum (Lam.) Kuntze
- variété Lolium temulentum var. muticum Boiss.
- variété Lolium temulentum var. speciosum (Steven ex M. Bieb.) Koch
- variété Lolium temulentum var. temulentum